# Irmhild Wagner
Irmhild Wagner (* 1942 in Freiburg im Breisgau) ist eine deutsche Theaterleiterin und Schauspielerin.
Sie spielte eine kleine Rolle in Roland Galls Film Wie ich ein Neger wurde (1971). In den 1980er Jahren auch international tätig (Gerald Thomas’ The Second Victory), spielte sie die Gefängnispastorin in Katja von Garniers Komödie Bandits (1997) und Sigis Mutter in Sven Unterwaldts Ralf-König-Verfilmung Wie die Karnickel.
Bis zum Mai 2009 leitete Wagner mit ihrem Ehemann Horst A. Reichel in München das Theater44. Ihr Sohn ist der Schauspieler Robinson Reichel.

## Filmografie
- 1970: Der Kommissar – Tod eines Klavierspielers
- 1971: Wie ich ein Neger wurde
- 1976: Die Leiden des jungen Werthers
- 1976: Inspektion Lauenstadt – Bauer Schlegel
- 1978: Unternehmen Rentnerkommune
- 1986: Der zweite Sieg (The Second Victory)
- 1988: Die Schwarzwaldklinik Staffel 3 Folge 6
- 1990: Der Rausschmeißer
- 1997: Bandits
- 2001: Das Sams
- 2002: Wie die Karnickel
- 2002: Polizeiruf 110 – Silikon Walli (TV)
- 2006: Der Bulle von Tölz: Kochkünste

## Auszeichnungen
- 1988 Schwabinger Kunstpreis